# Emily Rose
Emily Rose (Renton, 2 febbraio 1981) è un'attrice statunitense.
È nota per il doppiaggio di Elena Fisher nella serie di videogiochi Uncharted e per il ruolo di Audrey Parker nella serie televisiva Haven.

## Biografia
Nasce nella Contea di King, nello stato di Washington. Frequenta la Rainier Christian High School fino al 1999, e ottiene un master in recitazione all'Università della California - Los Angeles; si laurea, sempre in recitazione, alla Vanguard University of Southern California.
Rose debutta in televisione prendendo parte al quarto episodio, mai andato in onda, di una serie televisiva statunitense del 2007, Smith. L'anno successivo interpreta Cass in John from Cincinnati. Successivamente lo stesso anno lavora anche in Brothers & Sisters - Segreti di famiglia, dove interpreta Lena Branigan. Dal 2007 presta la propria voce nella serie di videogiochi Uncharted al personaggio di Elena Fisher.
Tra il 2008 e il 2009 prende parte all'ultima stagione di E.R. - Medici in prima linea nel ruolo ricorrente della dottoressa Tracy Martin. Dal 2010 al 2015 è protagonista, assieme a Lucas Bryant ed Eric Balfour, della serie Haven, basata sul romanzo Colorado Kid di Stephen King, in cui interpreta l'agente dell'FBI Audrey Parker. Nel frattempo, nel 2014 ha un ruolo ricorrente in Graceland.

## Filmografia

### Attrice

#### Cinema
- Hurricane Party, regia di A.P. Gonzalez – cortometraggio (2006)
- Speed Dating, regia di Isaac Feder – cortometraggio (2007)
- The Orphan, regia di Bryan Nest – cortometraggio (2008)
- The Last Page, regia di Kevin Acevedo – cortometraggio (2008)
- Heckle or Hell, regia di Stephanie Parrott e Angel Laketa Moore – cortometraggio (2012)

#### Televisione

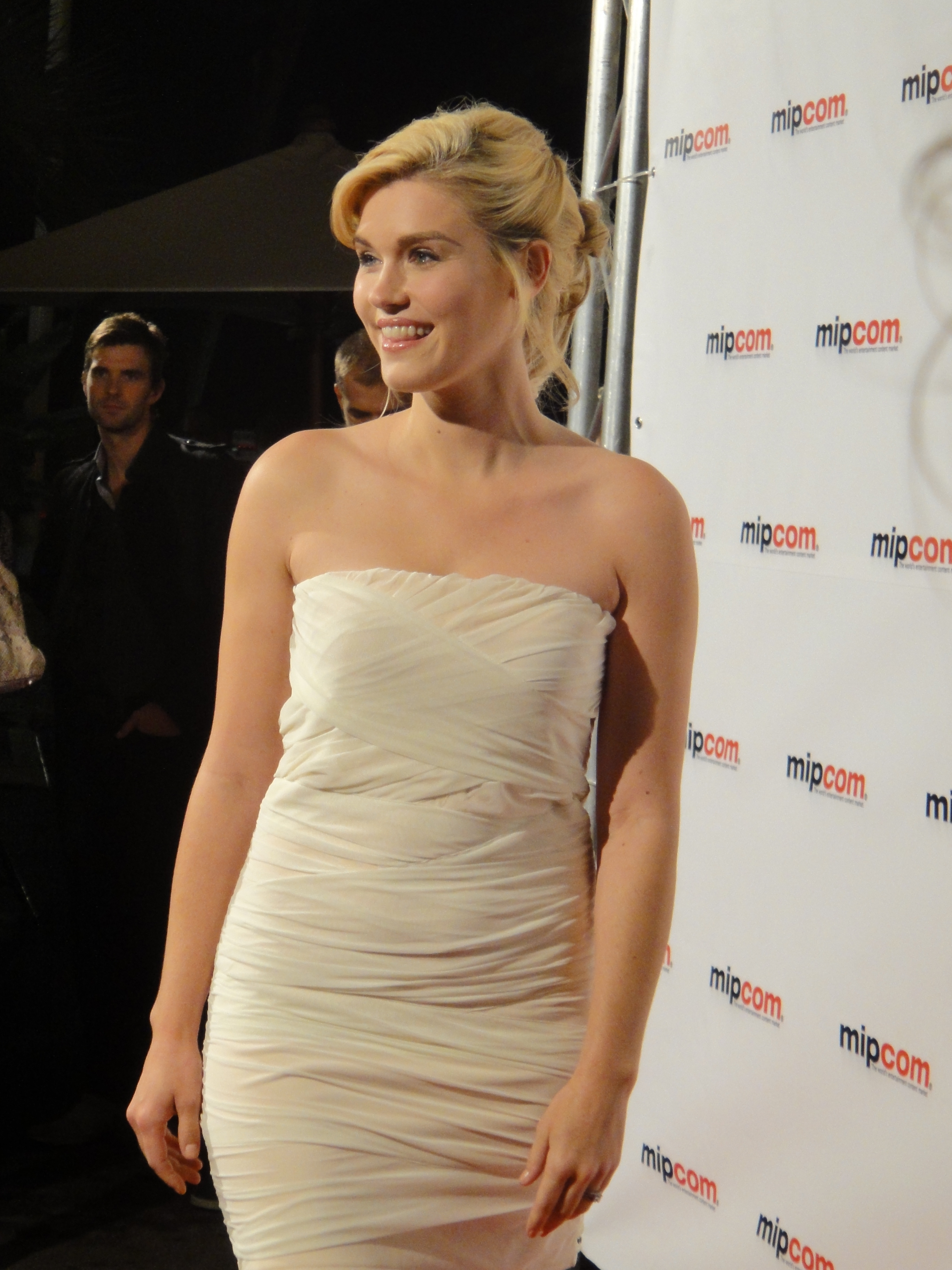
Emily Rose nel 2010 al MIPTV di Cannes

- Smith – serie TV, episodio 1x04 (2007)
- John from Cincinnati – serie TV, 10 episodi (2007)
- Brothers & Sisters - Segreti di famiglia (Brothers & Sisters) – serie TV, 10 episodi (2007-2008)
- Jericho – serie TV, 5 episodi (2008)
- Cold Case - Delitti irrisolti (Cold Case) – serie TV, episodio 5x17 (2008)
- Senza traccia (Without a Trace) – serie TV, episodio 6x18 (2008)
- E.R. - Medici in prima linea (ER) – serie TV, 11 episodi (2008-2009)
- Operating Instructions, regia di Andy Tennant – film TV (2009)
- Due uomini e mezzo (Two and a Half Men) – serie TV, episodio 6x12 (2009)
- Ghost Whisperer - Presenze (Ghost Whisperer) – serie TV, episodio 5x07 (2009)
- Washington Field, regia di Jon Cassar – film TV (2009)
- Private Practice – serie TV, episodio 3x16 (2010)
- Piano perfetto (Perfect Plan), regia di Tristan Dubois – film TV (2010)
- Haven – serie TV, 78 episodi (2010-2015)
- Harry's Law – serie TV, episodio 2x11 (2012)
- Il giorno del Ringraziamento (The Thanksgiving House), regia di Kevin Connor – film TV (2013)
- Graceland – serie TV, 6 episodi (2014)
- Un'estate perfetta (Secret Summer), regia di Rick Bota – film TV (2016)
- Criminal Minds – serie TV, episodio 13x04 (2017)
- NCIS - Unità anticrimine (NCIS) - serie TV, episodio 16x04 (2018)
- Un incontro speciale (Matchmaker Christmas), regia di Brian Brough – film TV (2019)
- Private Eyes – serie TV, episodio 3x05 (2019)

### Doppiatrice
- Uncharted: Drake's Fortune – videogioco (2007) – Elena Fisher
- Uncharted 2: Il covo dei ladri (Uncharted 2: Among Thieves) – videogioco (2009) – Elena Fisher
- Uncharted 3: L'inganno di Drake (Uncharted 3: Drake's Deception) – videogioco (2011) – Elena Fisher
- Uncharted 4: Fine di un ladro (Uncharted 4: A Thief's End) – videogioco (2016) – Elena Fisher
- God of War Ragnarök – videogioco (2022)

## Riconoscimenti
- The Game Awards
  - 2016 – Candidatura alla Miglior Performance per Uncharted 4: Fine di un ladro
- Spike Video Game Awards
  - 2011 – Candidatura alla Miglior Performance Femminile per Uncharted 3: L'inganno di Drake

## Doppiatrici italiane
Nelle versioni in italiano delle opere in cui ha recitato, Emily Rose è stata doppiata da:
- Domitilla D'Amico in Brothers & Sisters - Segreti di famiglia, Jericho
- Ilaria Latini in Cold Case - Delitti irrisolti, Private Practice
- Francesca Manicone in Senza traccia
- Micaela Incitti in Due uomini e mezzo
- Barbara De Bortoli in Ghost Whisperer - Presenze
- Emanuela Damasio in Il giorno del Ringraziamento
- Georgia Lepore in Piano perfetto
- Olivia Manescalchi in Haven
- Selvaggia Quattrini in Criminal Minds
- Laura Lenghi in NCIS - Unità anticrimine
- Gaia Bolognesi in Private Eyes

Da doppiatrice, è stata invece sostituita da:
- Loretta Di Pisa nella serie di videogiochi Uncharted
- Daniela Calò in God of War Ragnarök